# Une balle dans le dos
Pour les articles homonymes, voir Undertow (homonymie).
Pour plus de détails, voir Fiche technique et Distribution.
Une balle dans le dos (titre original : Undertow) est un film américain réalisé par William Castle, sorti en 1949. Le personnage principal joué par Scott Brady est un ancien membre de la mafia de Chicago qui est victime d’une fausse accusation de meurtre à sa sortie de prison.

## Synopsis
Tony Reagan (Scott Brady) est un gangster de la mafia de Chicago. Après avoir été incarcéré, il choisit de devenir honnête et se rend à Reno pour conclure l’achat d’un bien immobilier qu’il compte gérer avec sa fiancée, Sally (Dorothy Hart), dont l’oncle est l’un des parrains de la mafia et l’un de ses anciens employeurs. Sur place, il rencontre Danny Morgan (John Russell), un ancien partenaire qui tente de le convaincre, en vain, de reprendre ses anciennes activités.
Dans le vol qui le ramène à Chicago, il fait la rencontre d’Ann McKnight (Peggy Dow (en)), une jeune institutrice qu’il avait auparavant croisé au casino de la ville. À sa descente d’avion, il est embarqué au poste de police et longuement questionné sur les motivations de son retour, car celle-ci croît qu’il est revenu pour se venger. Après avoir échappé à la filature mise en place par cette dernière, il retrouve sa fiancée et lui annonce son intention de se rendre auprès de son oncle afin de lui demander l’autorisation de l’épouser.
Quand il apprend le meurtre de l’oncle le lendemain matin, Tony comprend qu’il s’est fait piéger. Il se réfugie chez Ann et va alors enquêter pour prouver son innocence, aidé par un vieil ami policier, Reckling (Bruce Bennett).

## Fiche technique
- Titre : Une balle dans le dos
- Titre original : Undertow
- Réalisation : William Castle
- Assistant de réalisation : Joseph E. Kenney
- Scénario : Arthur T. Horman et Lee Loeb
- Production : Ralph Dietrich
- Société de production : Universal Studios
- Photographie : Irving Glassberg et Clifford Stine (non-crédité)
- Montage : Ralph Dawson
- Musique : Milton Schwarzwald
- Direction artistique : Bernard Herzbrun et Nathan Juran
- Décorateur de plateau : A. Roland Fields et Russell A. Gausman
- Costumes : Orry-Kelly
- Pays de production :  États-Unis
- Langue : Anglais
- Format : Noir et Blanc - 35 mm - 1,37:1 - Son : Mono (Western Electric Recording)
- Genre : Drame, film de gangsters, thriller et film noir
- Durée : 71 minutes
- Date de sortie : 
  - États-Unis : 1er décembre 1949

## Distribution
- Scott Brady : Tony Reagan
- Peggy Dow (en) : Ann McKnight
- Bruce Bennett : Detective Charles Reckling
- Dorothy Hart : Sally Lee
- John Russell : Danny Morgan
- Gregg Martell : Frost
- Robert Anderson : Stoner
- Dan Ferniel : Gene
- Roc Hudson : détective
- Charles Sherlock : détective Cooper
- Bobby Barber (en) : Tonny
- Marjorie Bennett : la femme au bar du casino
- Franklyn Farnum
- Edward Clark (en)
- Robert Easton
- George Eldredge (en)
- Thomas Browne Henry (it)
- Francis Pierlot : l’homme au bar du casino
- Almira Sessions : Mlle Prentiss

## Autour du film
- Ce film a été tourné dans les Universal Studios à Universal City en Californie, à Reno dans le Nevada et à Chicago dans l'Illinois. On y aperçoit notamment la Buckingham Fountain.
- Première apparition au cinéma pour Robert Easton et premier rôle crédité à l’écran pour Rock Hudson.